# Havaika oceanica
Havaika oceanica là một loài nhện trong họ Salticidae. Loài này được phát hiện ở Hawaii.